# تشاك كريس
تشاك كريس (بالإنجليزية: Chuck Kress)‏ هو لاعب كرة قاعدة أمريكي، ولد في 9 ديسمبر 1921 في فيلادلفيا في الولايات المتحدة، وتوفي في 4 مارس 2014 في كولفيل في الولايات المتحدة.

## وصلات خارجية
- تشاك كريس على موقعبيزبول رفرنس.كوم (الدوري الرئيسي) (الإنجليزية)
- تشاك كريس على موقعبيزبول رفرنس.كوم (الدوري الثانوي) (الإنجليزية)